# Linguagem de programação para propósitos diversos
Em um software, uma linguagem de programação para propósitos diversos é uma linguagem de programação projetada para ser usada para escrever um software em uma larga variedade de domínios de aplicação (uma linguagem de propósito geral). Em muitas formas uma linguagem de propósito geral apenas tem este status porque não inclui construções de linguagem projetadas para serem usadas dentro de um domínio de aplicação específico (por exemplo, uma linguagem de descrição de página contém construções planejadas para tornar mais fácil escrever programas que controlam o layout de texto e gráficos em uma página).
Uma linguagem de domínio específico é uma projetada para ser usada dentro de um domínio de aplicação específico.
As seguintes são linguagens de propósitos diversos:
- Ada
- ALGOL
- Assembly
- BASIC
- Boo
- C
- C++
- C#
- Clojure
- COBOL
- D
- Dart
- Elixir
- Erlang
- F#
- Fortran
- Go
- Harbour
- Haskell
- Idris
- Java
- JavaScript
- Julia
- Lisp
- Lua
- Modula-2
- NPL
- Oberon
- Objective-C
- Pascal
- Perl
- PHP
- Pike
- PL/I
- Python
- RPG
- Ruby
- Rust
- Scala
- Simula
- Swift
- Tcl